# Discosea
Classe
Les Discosea sont une classe de protistes de l'embranchement des Amoebozoa.

## Description
Les Discosea sont des amibes nues aplaties, ne produisant jamais de pseudopodes tubulaires subcylindriques et ne changeant jamais de forme locomotrice en forme tubulaire subcylindrique. Leur flux cytoplasmique est polyaxial ou sans axe prononcé. Ils n'ont pas de stades ciliés connus.  Plusieurs taxons de cette classe sont sporocarpiques.

## Liste des ordres, familles et genres
Selon AlgaeBase (16 novembre 2024) :
- Dactylopodida Smirnov et al., 2005
- Dermamoebida Cavalier-Smith, 2004
- Glycostylida Cavalier-Smith, 2004
- Vannellida Smirnov et al., 2005[3]

Selon GBIF (15 novembre 2024) :
Ordres
- Dactylopodida  Smirnov et al., 2005
- Himatismenida
- Vannellida Smirnov et al., 2005

Familles sans ordre
- Balamuthiidae Cavalier-Smith, 2004
- Dermamoebidae Cavalier-Smith, 2004
- Goceviidae Cavalier-Smith & Smirnov, 2011
- Mayorellidae Schaeffer, 1926
- Pellitidae Smirnov & Kudryavtsev, 2005
- Stenamoebidae Cavalier-Smith in Cavalier-Smith, Chao & Lewis, 201
- Stygamoebidae Smirnov & Cavalier-Smith, 2011
- Vermistellidae Cavalier-Smith in Cavalier-Smith, Chao & Lewis, 2016

Genres sans ordre ni famille
- Coronamoeba Kudryavtsev, Voytinsky & Volkova, 2022
  - Espèce type : Coronamoeba villafranca Kudryavtsev, Voytinsky & Volkova, 2022

## Systématique
Le nom valide de ce taxon est Discosea Cavalier-Smith et al., 2004.
Discosea a pour synonyme : Acanthopodina.